# Brownanthus corallinus
Brownanthus corallinus là một loài thực vật có hoa trong họ Phiên hạnh. Loài này được (Thunb.) Ihlenf. & Bittrich mô tả khoa học đầu tiên năm 1985.